# Andra generationens spelkonsoler
Andra generationens konsoler består av TV-spelskonsoler som följde i den första generationens konsolers framgång i spåren. Den andra generation anses har varat 1976 till 1983.

## System
- Fairchild Channel F
- Atari 2600
- Philips G7000
- Intellivision
- Colecovision
- Vectrex
- Game & Watch

### Fotnoter
1. ↑  ”System List”. GameFAQs. Arkiverad från originalet den 1 maj 2014. https://web.archive.org/web/20140501145906/http://www.gamefaqs.com/systems.html. Läst 2 maj 2014.